# Manettia splendens
Manettia splendens är en måreväxtart som beskrevs av Eduard August von Regel. Manettia splendens ingår i släktet Manettia och familjen måreväxter. Inga underarter finns listade i Catalogue of Life.